# Nikolaus de Liechtenstein
Pour les articles homonymes, voir Nikolaus de Liechtenstein (homonymie).
Le prince Nikolaus de Liechtenstein (en allemand : Nikolaus Ferdinand Maria Josef Raphael von und zu Liechtenstein), né le 24 octobre 1947 à Zurich, est un membre de la famille princière du Liechtenstein. Il est le frère cadet de l'actuel prince régnant de Liechtenstein, Hans-Adam II. Depuis 2023, il est 14e dans l'ordre successoral de la principauté de Liechtenstein. Il est également, de 1986 à 2017, l'ambassadeur non-résident du Liechtenstein auprès du Saint-Siège.

## Biographie

### Formation
Nikolaus, né à Zürich en 1947, est le troisième fils du prince souverain François-Joseph II de Liechtenstein et de son épouse, la comtesse Georgina de Wilczek.
En 1950, à l'âge de trois ans, Nikolaus est fait Chevalier de l'ordre souverain de Malte. Lorsque la classe des chevaliers en minorité est abolie en 1961, Nikolaus reçoit son rang actuel dans l'Ordre en tant que chevalier d'honneur et de dévotion.
Nikolaus a terminé ses études primaires à Vaduz avant de fréquenter le Schottengymnasium de Vienne et le Lyceum Alpinum Zuoz. De 1968 à 1972, il étudie le droit à l'université de Vienne et obtient le diplôme de docteur en droit.

### Carrière
De 1973 à 1974, Nikolaus est Wissenschaftlicher Assistant au Comité international de la Croix-Rouge à Genève. De 1975 à 1976, il travaille pour les tribunaux de Vaduz. De 1977 à 1978, il est conseiller au Bureau des relations internationales du gouvernement du Liechtenstein.
De 1979 à 1989, Nikolaus est Représentant permanent du Liechtenstein auprès du Conseil de l'Europe à Strasbourg. De 1986 à 2017, il est ambassadeur non-résident du Liechtenstein auprès du Saint-Siège,. De 1989 à 1996, il est ambassadeur du Liechtenstein en Suisse. De 1996 à septembre 2010, il est ambassadeur du Liechtenstein en Belgique.

### Mariage et postérité
Nikolaus épouse le 20 mars 1982, à la cathédrale Notre-Dame de Luxembourg, la princesse Margaretha de Luxembourg, fille cadette du grand-duc Jean de Luxembourg. Il s'agit pour l'instant du dernier mariage dynastiquement égal entre deux maisons souveraines régnant actuellement en Europe.
Ils ont quatre enfants portant le titre de prince ou de princesse de Liechtenstein :
- Leopold-Emanuel Jean Marie de Liechtenstein (Bruxelles, 20 mai 1984 – Bruxelles, 22 mai 1984).
- Maria-Annunciata Astrid Joséphine Veronica de Liechtenstein (née à Uccle, le 12 mai 1985). Elle est mariée à Emanuele Musini (né à Camden, Londres, en 1979), lors d'une cérémonie civile le 26 juin 2021 à Gubbio. La cérémonie religieuse a eu lieu le 4 septembre 2021 à la basilique écossaise de Vienne.
- Marie-Astrid Nora Margarita Veronica de Liechtenstein (née à Uccle, le 26 juin 1987), épouse religieusement le 25 septembre 2021 Raphael Worthington (né le 5 avril 1985) dans la cathédrale de Santa Maria Assunta (Orbetello), dans la région Toscane en Italie, dont une fille : Althea Georgina née le 1er juillet 2022 ;
- Josef-Emanuel Léopold Marie de Liechtenstein (né à Uccle, le 7 mai 1989), épouse religieusement le 25 mars 2022 María Claudia Echavarría Suárez (née le 30 juillet 1988), fille de Felipe Echavarria Rocha et d’Evelia Suárez, dans l'Église de Saint Pierre Claver (Carthagène des Indes) en Colombie[6], dont deux fils : Leo né en 2023 et Nikolai né en 2025[7].

## Autres activités

### Scoutisme
Nikolaus est chef scout (en allemand : Korpsführer) du Fürstlich Liechtensteinische Pfadfinderkorps St. Georg de 1971 à 1989. Aujourd'hui, il est membre d'honneur de l'association scoute. Nikolaus s'est exprimé au Forum européen des Guild-Scouts à Grossarl en 1990 sur le thème de la chasse et de la protection de la nature.

### Croix-Rouge
Nikolaus est délégué aux affaires internationales de la Croix-Rouge du Liechtenstein.

## Titulature
- Depuis le 24 octobre 1947 : Son Altesse Sérénissime le prince Nikolaus de Liechtenstein, comte de Rietberg[1].

## Honneurs

### Honneurs nationaux
- Médaille du 70e anniversaire du prince François-Joseph II de Liechtenstein (16 août 1976)[1].
- Grande étoile de l'ordre du mérite de la Principauté de Liechtenstein.

### Honneurs étrangers
- Grand-croix de l'Ordre du Mérite (Autriche) (1992).
- Chevalier grand-croix de l'Ordre de Pie IX.
- Chevalier grand-croix de l'Ordre d'Adolphe de Nassau (1982).
- Médaille commémorative du mariage de Henri et de Maria Teresa de Luxembourg (14 février 1981).
- Récipiendaire de la médaille du jubilé d'argent du grand-duc Jean de Luxembourg (12 novembre 1989).
- Bailli Grand-croix d'honneur et de dévotion de 3e classe de l'ordre souverain de Malte (1968)[1].